# Exèrcit Verd

Bandera utilitzada pels pagesos de l'Exèrcit Verd. Usualment feien servir negre, verd o una combinació de tots dos.

El terme Exèrcits Verds (rus: Зелёная Армия) o, simplement, Verds (rus: Зелёные) és la denominació genèrica donada a grups de pagesos armats que es van enfrontar a tots els bàndols governamentals involucrats en la Guerra Civil Russa.
En canvi, per vermells o rojos s'entén als bolxevics i els seus aliats inicials, els eseristas d'esquerres. La denominació blanc es refereix a una heterogènia oposició feblement unida de tsaristes ultraconservadors, monàrquics constitucionals, kadets, menxevics, eseristas i laboristes. A més, estaven els anarquistes de l'Exèrcit Negre i Kronstadt; els islamistes basmachís a Àsia central; les intervencions dels Imperis Centrals i després dels Aliats; els atamanes cosacs interessats sol en el seu propi poder; i, finalment, els grups separatistes o autonomistes de diverses nacionalitats que aprofitaven el caos per a deslliurar-se de Moscou.
Tots aquests moviments estaven desorganitzats, sense coordinació entre ells i controlaven regions perifèriques de l'Imperi, en canvi, els bolxevics dominaven les poblacions i indústria del centre, podent vèncer un a un als seus rivals.
Motivats pel desig de protegir a les seves comunitats de les requises, les represàlies davant qualsevol resistència, les lleves forçades i els excessos militars que practicaven tots els bàndols, les revoltes van començar el 1918, però eren fàcilment sufocades. Només des de l'any següent es van tornar massives, quan els comunistes van iniciar les grans lleves, aconseguint el seu clímax l'hivern de 1920-1921, quan els bolxevics van començar a requisar quantitats de gra tals que impedien la supervivència dels pagesos, essent sufocades l'any següent. En acabar l'estiu d'aquest any, la majoria dels rebels estaven militarment vençuts i la pagesia sucumbia davant la fam.

## Antecedents
La pagesia russa va viure dues guerres contra l'Estat rus producte de revolucions: 1905-1907 i 1917-. En començar 1918 els comunistes només controlaven algunes ciutats, segons Werth "alguns illots bolxevics enmig d'un oceà pagès" poc disposat a lliurar-los els fruits del seu treball i sotmetre's a qualsevol autoritat externa.
El conflicte entre les ciutats i el camp que no desitjava sotmetre's a les primeres va ser una de les principals arestes de la guerra civil. Molts interpretaven aquella resistència com una mera expressió de la «anarquia social» que es vivia al país. La influència comunista sobre els pagesos era insignificant. Controlaven alguns soviets, però sense poder coactiu sobre la majoria de la població, que se'ls oposava de manera passiva i desorganitzada, almenys no inicialment.
Entre finals de 1917 i inicis de 1918 no va haver-hi oposició seriosa als comunistes, que controlaven el centre de Rússia, Bakú i Taixkent. L'única força d'oposició era l'Exèrcit de Voluntaris (rus: Добровольческая армия), de 3.000 homes, organitzada al sud de Rússia. Totes les esperances blanques estaven en guanyar-se als cosacs del Do i Kubán, inicialment més interessats a obtenir la seva pròpia independència. Per part seva, Ucraïna i Finlàndia estaven en procés d'independitzar-se però els blancs mai reconeixerien la seva secessió per a guanyar-se a aquestes poblacions. Només la violenta repressió bolxevics contra els cosacs a inicis de 1918 va permetre guanyar-los per a la seva causa.
Després de la Revolució d'octubre les noves autoritats bolxevics van instaurar el comunisme de guerra. Aquest sistema buscava abolir tot comerç privat, nacionalitzar la indústria pesant, col·lectivitzar l'agricultura i imposar un sistema universal de racionament per a centrar tota l'economia a donar suport a l'esforç bèl·lic. Era una manera de combatre en el «front intern» als seus opositors. Entre les noves mesures estava la d'enviar funcionaris a les granges del centre de Rússia per a recollir subministraments per a proveir l'exèrcit i iniciar la construcció de l'economia socialista. Així doncs es requisava gra, bestiar i cavalls, reclutava joves i castigava les poblacions sospitoses d'albergar desertors. La primera reacció dels pagesos va ser enterrar el gra produït, alimentar amb ell al bestiar o destil·lar-lo clandestinament per a fer-ne alcohol i així evitar la requisa. En resposta, els comunistes van organitzar un «exèrcit de subministraments» d'una 80.000 homes, la meitat dels quals eren obrers aturats de Petrograd que buscaven un sou fix, encarregats de requisar per la força els excedents de gra. La resta eren delinqüents, exsoldats i gent arruïnada. Formaven tropes, conegudes com prodotriady (rus: продотряды), que no dubtaven a robar les reserves vitals, sement i altres possessions als pagesos. La política de requises es va anomenar Prodrazvyorstka (rus: Продразвёрстка) i formava part del comunisme de guerra. Les prodotriady, tanmateix, eren confrontades fins al punt que l'any 1918 van morir assassinats 2.000 membres, 5.000 el 1919 i 8.000 el 1920. Els bolxevics es venjaven cremant poblacions, confiscant bestiar i executant als pagesos, acusats de ser kulaks. Les poblacions fugien als boscos sense res a perdre i mica en mica es van anar engrandint el número de rebels que defensaven la «revolució local pagesa». Així, el que en la majoria dels casos començava com a petites revoltes contra les requises s'acabaria convertint en grans rebel·lions.
També les primeres col·lectivitzacions van generar gran resistència pels trasllats forçats i les noves formes de vida que s'imposaven a les poblacions, ja amb serioses dificultats per a sobreviure. Moltes unitats i inspectors excedien les seves atribucions, saquejant cases i assassinant a les famílies que hi vivien. Reprimien amb duresa qualsevol mostra de malestar. Tot això va contribuir al ressentiment generalitzat contra el nou règim al camp. Els bolxevics entenien que per a realitzar la seva utopia comunista havien de controlar el subministrament de gra. Per a no dependre dels petits pagesos van intentar fundar koljós (cooperatives) i sovjós (granges estatals).
L'abolició dels «Comitès de Pagesos Pobres» o komitety bednoty (rus: Комитеты Бедноты) al desembre de 1918 també va generar gran decepció i malestar, Lenin havia previst una feroç resistència i va fer augmentar la grandària de les prodotriady i augmentar l'exigència dels impostos. En la temporada següent, uns 242 milions de <i id="mw1Q">pud</i> en grans van ser requisades.

## Objectius
En esclatar la revolució de febrer, els partits polítics més importants eren els eseristas o socialistes revolucionaris, menxevics i kadetes. Els dos primers controlaven la majoria dels soviets (consells) d'obrers del país, excepte els dos més importants, els de Petrograd i Moscou; els tercers eren liberals amb el suport de sectors moderats que desitjaven mantenir les llibertats guanyades amb la revolució. Els menxevics van perdre ràpidament el suport de nombrosos soviets, excepte al Caucas, i especialment a la República Democràtica de Geòrgia, mentre que la influència bolxevic ràpidament anava creixent. En tant, els pagesos eren favorables als postulats eseristas. En alguns casos, com a Sibèria Occidental el 1920-1921, els pagesos rebels van iniciar les seves revoltes sense cap proposta ni pla més complex que la consigna de derrocar al poder (en conseqüència, els bolxevics que queien a les seves mans eren assassinats i els edificis governamentals o del Partit era arrasats). Només a mesura que alguns moviments reeixits es van fer més complexos i territorialment amplis els verds van presentar un programa polític, el que solia ser una adaptació de les idees eseristas.
Rússia es va polaritzar ràpidament durant 1917. Molt aviat, masses importants de la població es van mostrar favorables a grups revolucionaris encara més extremistes, però menors i menys organitzats que els bolxevics, els anarquistes i social-revolucionaris d'esquerra, als quals Lenin no trigaria a reprimir. La Gran Guerra no havia fet més que animar als pagesos i obrers a seguir un camí revolucionari.

### Religió i repartiment agrícola
Els verds estaven influenciats per l'ideal del «repartiment negre» dels eseristes, «un repartiment de totes les terres en funció del nombre de boques que calia alimentar a cada família», no per la nacionalització i col·lectivització de les terres dels bolxevics. Segons Lenin, però, aquesta mesura "no tenia res de socialista" i el pla dels eseristes era, segons Lenin, instaurar el capitalisme al camp, no millorar la qualitat de vida dels camperols i acabar definitivament amb la servitud. Segons ell, no era més que un lema burgès, igual que «terra i llibertat» per atraure la massa rural ignorant. Una altra font d'oposició de la població cap als bolxevics era l'«estil de vida feudal dels dirigents comunistes», amb els seus luxes, les seves usurpacions i la impunitat davant de la misèria i la repressió de la gent.
L'historiador i escriptor rus, Aleksandr Solzhenitsyn (1918-2008), va comparar aquests moviments amb la rebel·lió de la Vandea durant la Revolució Francesa, durant la inauguració d'un monument a Les Lucs-sur-Boulogne, el 25 de setembre de 1993, per la defensa de la fe cristiana que van protagonitzar els camperols rebels. No obstant això, hi ha diferències clares: a la França revolucionària només hi va haver una jacquerie circumscrita geogràficament, encara que va coincidir amb el «desafiament federalista» de Lió, Marsella i Toló. En canvi, els aixecaments camperols a la Rússia europea i Sibèria occidental van ser freqüents, tot i que no van coincidir amb les rebel·lions urbanes perquè les principals ciutats, especialment a les perifèries no russes, estaven sotmeses a invasions constants sense tenir l'oportunitat d'adquirir postures pròpies.
La ideologia dels verds era molt uniforme, representava les aspiracions comunes de la revolució camperola de Rússia i Ucraïna de 1917. Desitjaven recuperar l'autogovern mantingut fins a 1918 apoderar-se de les terres de la noblesa, vendre lliurement els seus productes al mercat i governar les seves comunitats amb soviets triats per ells. Els pagesos rebutjaven la preponderància que estava guanyant el nou Estat comunista. Quatre anys després de la seva revolució camperola veien com els seus soviets camperols passaven de ser autònoms a ser mers òrgans de l'Estat, les seves petites explotacions agrícoles eren reemplaçades per grans col·lectivitzacions estatals, les collites requisades sense possibilitat de comerciar-la lliurement i les terres preses a la noblesa passaven ara a l'Estat. Per això acceptaven les propostes eseristes: fi del poder comunista, redistribució de la terra i fi de la guerra civil. La seva oposició als bolxevics es deu, més que a un pla o alternativa política, a un desig de lliurar les terres del seu control. Interessats a defensar els interessos locals, aquests moviments van prendre una postura defensiva: no atacarien ni marxarien cap a Moscou, només volien lliurar-se de la seva influència.

### Contraris als blancs

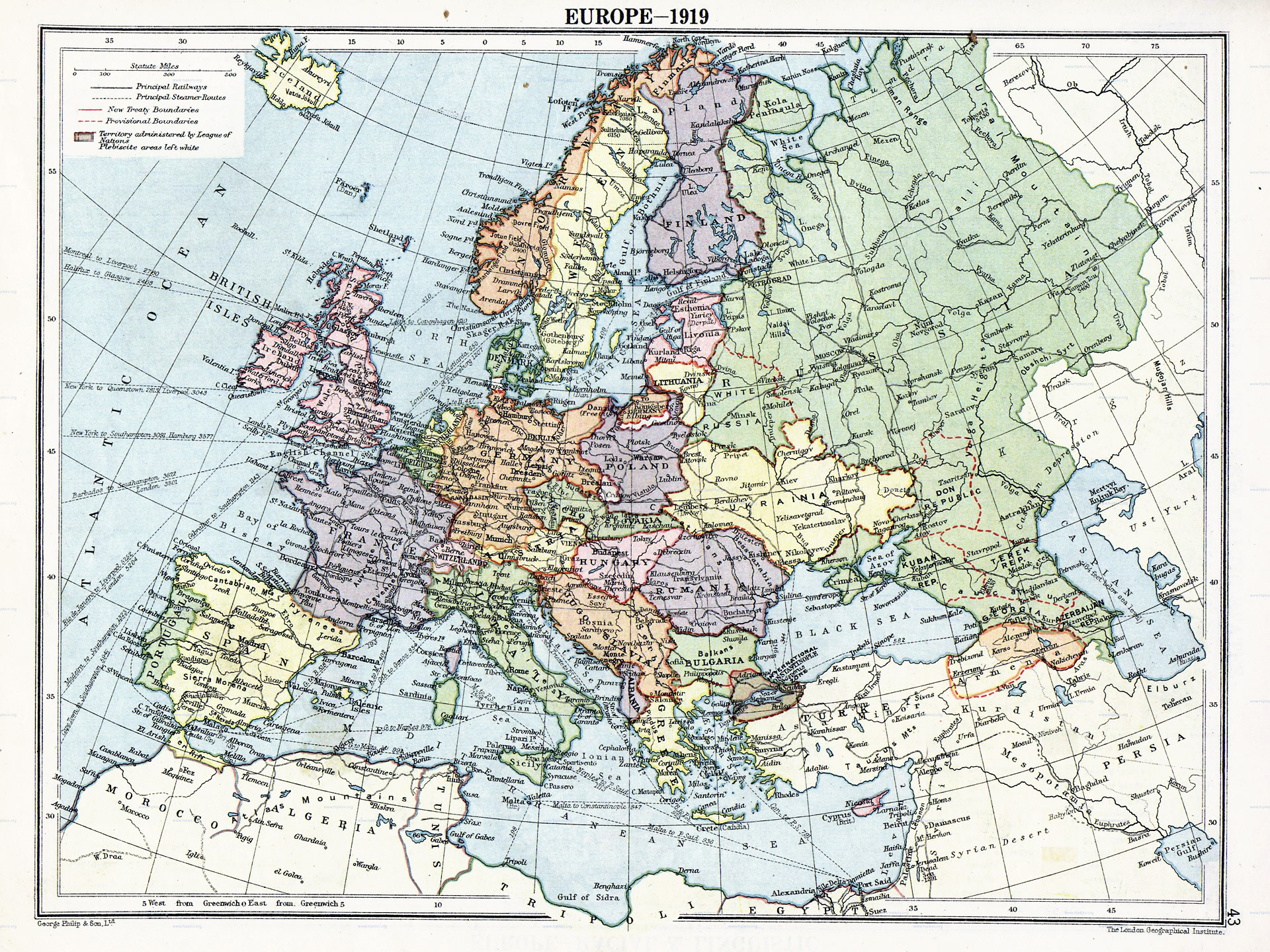
Mapa d'Europa el 1919. Després dels tractats de Brest-Litovsk i Versalles. Abans de les paus de Trianon, Riga i Kars. Es poden apreciar els territoris independents de Polònia, Ucraïna, els Estats bàltics, Belarús, Finlàndia, Armènia, Geòrgia, Azerbaidjan i les repúbliques cosaques del Do, Kubán i Térek.

Els verds sempre van ser hostils als blancs, per això les seves revoltes contra l'estat i els rojos es van estendre després d'assegurar-se la derrota dels blancs. Molts oficials blancs van perdre tot el que tenien o podien heretar a la revolució de 1917. No reconeixerien mai les noves realitats nacionals ni la revolució agrària.
Una de les principals causes de la derrota blanca va ser el rebuig general cap als seus integrants pel seu propòsit major: la restauració del règim tsarista anterior, principalment pel tracte que donaven els seus oficials i funcionaris als camperols. Per estar massa ancorats en el passat, desitjar simplement tornar als temps anteriors a la revolució, venjar-se dels camperols que els havien socialitzat les terres i negar-se a fer les reformes radicals que exigien les circumstàncies, els blancs no van poder aprofitar l'animadversió del món caperol cap als rojos i integrar-los a la seva causa. Mai van intentar modificar la propietat de la terra i això, en un país de majoria rural com Rússia, va ser decisiu. Per això molts camperols temien que els blancs restituïssin els drets de la noblesa rural sobre la terra, fent-los perdre els guanys aconseguits el 1917. Davant d'aquesta por, molts pagesos van unir-se als rojos durant les primeres revoltes blanques a Orel i Moscou el 1919. Segons polítics eseristes, si Aleksandr Koltxak, oficial de l'exèrcit blanc a Sibèria, no hagués restituït els drets dels terratinents, hagués guanyat el suport dels agricultors dels Urals i el Volga.
Els robatoris i matances a mans de la cavalleria cosaca van contribuir també a posar en contra del seu avenç al poble el 1919. Les millors tropes blanques eren del, el Do i el Caucas, perquè els cosacs eren la principal font d'homes i recursos dels blancs, encara que quant es van adonar que Antón Denikin, oficial blanc al sud de Rússia, estava vençut van voler tornar a casa en massa i negociar la seva autonomia amb els comunistes. Per empitjorar-ho tot, Denikin va eliminar els drets dels sindicats i va tornar les fàbriques als seus antics amos, guanyant-se l'enemistat de les masses obreres. Els blancs només van saber respondre amb més terror davant aquesta oposició. Com Koltxak, Denikin no va poder crear una estructura pròpia de govern local pel que va recórrer a la repressió per intentar mobilitzar la població i els recursos, a mesura que avançava sobre territori soviètic. Quan l'ajuda militar dels seus aliats occidentals es va reduir, els soldats blancs van haver de saquejar per obtenir subministraments, guanyant-se de nou l'enemistat de la població dels territoris conquerits.
Finalment, mai li van donar la importància que mereixia a la propaganda en comparació al a l'exèrcit roig, doncs per a ells, els camperols tenien el deure de servir als seus exèrcits i de no fer-ho, podien castigar-los. En canvi, els bolxevics sabien fer servir la simbologia i l'orgull de la revolució per afirmar que ells la defensaven i autoproclamar-se defensors dels petits agricultors.
Piotr Wrangel, oficial blanc a Ucraïna, va ser l'únic gran general blanc a adonar-se de l'error. Sabia que no guanyarien sense fer reformes radicals que posessin pagesos, obrers i minories nacionals de la seva part. Però els seus subalterns a Crimea es van comportar com un exèrcit d'ocupació, perpetrant tota mena d'arbitrarietats i institucionalitzant la corrupció. En definitiva, els blancs no van saber mai mostrar-se davant del poble rus com una millor i viable alternativa.

### Coordinació amb altres grups
Els verds van col·laborar diverses vegades amb altres grups opositors, com anarquistes i eseristes, en un esforç més estratègic que ideològic contra els rojos. Desertors blancs es van unir a la seva causa i van arribar a liderar bandes de camperols, cosa que va servir de pretext per als bolxevics per exagerar les relacions entre ambdós grups. Més propensos a la retòrica violenta i a la venjança, els camperols tendien a rebutjar líders amb objectius purament polítics o més moderats, és a dir, propers al Govern Provisional Rus del 1917.

## Força numèrica
Una xarxa sindical que va reemplaçar els soviets i va proporcionar els subministraments als rebels es va estendre pels pobles i ciutats petites. Cada població era responsable de mobilitzar, alimentar i equipar les seves pròpies unitats. L'Església i els eseristes locals, principalment d'esquerres, van ser claus en l¡organització dels moviments antibolxevic verd. Per exemple, a la Sibèria Occidental els eseristes lideraven les revoltes i encara que hi havia una autoritat central a Tobolsk, aquesta tenia poc control del territori i essencialment cada vólost s'autogovernava. El moviment siberià va demostrar un alt nivell d'organització i fins i tot va crear una administració a les ciutats que capturada, per contra, els majnovitas no imposaven cap administració i fomentaven l'organització popular.
Al començament 1920, quan la victòria roja estava pràcticament assegurada, després de la derrota dels exèrcits d'Antón Denikin (1872-1947), Nikolái Yudénich (1862-1933) i Aleksandr Kolchak (1874-1920), les requises comunistes van començar a augmentar, fet que desencadenava protestes arreu dels territoris controlats pels bolxevics. Nombrosos contingents de soldats camperols es van negar a reprimir aquests alçaments i van desertar, formant les seves pròpies guerrilles "verdes". De fet, en 1919-1921 la majoria dels guerrillers eren desertors. Oficialment dos milions i mig de soldats es van desmobilitzar l'any 1921.
No obstant això, tant verds com negres lluitaven contra un gegant militar, encara que les seves forces armades mai van arribar a les xifres oficialment s'afirmaven. Poc més d'un milió de soldats rojos el 1918, tres milions el 1919, fins a cinc milions a finals de 1920 i sis milions el 1921.

## Lideratges
A banda dels registres soviètics, queden molt poques fonts sobre els líders verds a causa de l'analfabetisme generalitzat i la naturalesa espontània del seu moviment. «Els líders verds eren homes que van actuar i no van escriure». Cal recordar que el 85% de la població era analfabeta el 1917. Per tal de reunir forces, un individu motivat conduïa un grup de soldats a través del camp, allistava desertors i habitants dels pobles per on passava, amb anuncis i proclames senzilles i amb retòrica reaccionària per tal de despertar entusiasme. Amb aquests objectius simples, el reclutament indiscriminat i un permanent optimisme, els verds aconseguien donar la sensació que realment podien fer trontollar el poder bolxevic. També deien comptar amb el suport d'obrers urbans i treballadors ferroviaris, desil·lusionats amb les horribles condicions de treball a les ciutats. Entre aquests líders destaquen Antónov, Grigóriev, Terpilo i Makhnó.

## Guerres Camperoles

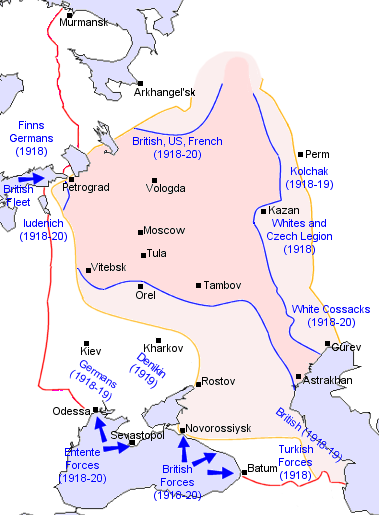
Mapa de la Rússia Europea entre el 1918 i el 1921. En groc el límit de les zones controlades pels bolxevics al novembre de 1918; en blau els màxims avenços dels blancs durant 1919; i en vermell les fronteres soviètiques del 1921.

Les revoltes variaven molt entre si, però els soviètics tendien a classificar-les en dues categories principals: bunt, revolta puntual, breu i de pocs participants; i vostant, insurrecció de milers de camperols, capaços de conquerir ciutats i proposar un programa polític coherent de tipus social-revolucionari, com a Tambov, o anarquista, com els exèrcits camperols de Makhnó.

### Primeres revoltes
Entre els moviments inicials estarien la rebel·lió de Livny, fàcilment sufocada durant agost de 1918. També hi va haver l'aixecament d'Izhevsk-Vótkinsk d'aquell any i la que es considera la primera veritable vostant, la rebel·lió xapan, que va esclatar a la vora del Volga, als districtes de Karsun, Syzran, Sengilei i Stávropol el 1919.
Cal esmentar que els cosacs de Kubán i del Don i les tribus del Caucas es van alçar el 1920, formant les seves pròpies guerrilles camperoles. Aquestes darreres van arribar a sumar més de 30.000 rebels en armes. Aquestes es van mantenir molt actives fins a l'estiu de l'any següent, quan van ser vençudes quasi completament, amb algunes cèl·lules actives fins al 1923. Posteriorment, el 1924, es produiria una última revolta del camp georgià, reprimida ràpidament i dura.

### Atamans ucraïnesos
Danilo Terpilo (1886-1919), va encapçalar un alçament camperol nacionalista ucraïnès caracteritzat per realitzar pogroms. Va arribar a controlar els camps de l'óblast de Kíiv, però no les grans ciutats, i va disposar de fins a 20.000 miliciants armats.
Un altre moviment verd va ser la breu rebel·lió de Nikífor Grigóriev (1885-1919), ataman de Jersón, i Yuri Tuytyunnik (1891-1930). Grigoriev era un cabdill oportunista que sabia canviar de bàndol quan li convenia.

### Rebel·lions siberianes
L'almirall Koltxak va cometre l'error fatal de guanyar-se l'animadversió dels camperols que exigien la reforma. El problema va empitjorar a principis de 1919, quan Koltxak va recórrer al terror per sufocar les protestes. Amb la seva rereguarda debilitada pel desgast de les guerrilles, el règim blanc no va poder aturar l'avenç bolxevic, que per altra banda, va saber sumar a les seves forces els partisans locals per on avançava.
A inicis de 1920 esclatava la rebel·lió de les forques, encapçalada per l'Exèrcit de les àguiles negres i que es va estendre pels camps de Kazan, Simbirsk i Ufa. Novament, la ràpida reacció roja va permetre prendre el control de nou el mes següent.
Entre inicis de 1921 i fins de 1922 es produeix la rebel·lió de Sibèria Occidental, major revolta verda, i potser la menys estudiada, tant pel nombre de rebels com per la seva extensió geogràfica.

### Revolució majnovista
Un dels més coneguts i organitzats d'aquests moviments va ser la Revolució majnovista encapçalada pels anarquistes ucraïnesos Néstor Ivánovich Makhnó (1889-1934), Fedir Shchus (1893-1921) i Simon Nikítich Karetnik (1893-1920). El seu moviment només és comparable al que va passar a Tambov per la seva magnitud i organització. En pocs anys els partisans makhnovistes van combatre contra alemanys, austrohongaresos, nacionalistes, una intervenció francesa a Berdiansk, blancs i els bolxevics.

### Rebel·lió de Tambov
No obstant això, el moviment verd més conegut és la rebel·lió que va esclatar el 19 d'agost de 1920 al petit poble de Khitrovo com a rebuig a les requises d'aliments a l'óblast de Tambov i ràpidament es va estendre a Penza, Sarátov i Vorónezh. Aquesta va ser sufocada al juny de 1922 amb la mort del seu líder, Aleksandr Antónov.

## Tàctiques
És difícil distingir els Exèrcits Verds d'altres revoltes camperoles, ja que no hi havia un lideratge jeràrquic i existien unitats diverses segons el grau d'organització de la revolta. Per exemple, Aleksandr Antónov a Tambov comptava amb personal mèdic, brigades de reservistes i un complex sistema de comunicació i intel·ligència que feia servir dones, nens i ancians. Van aconseguir nivells notables de desenvolupament els moviments verds de Tambov, Nóvgorod, Tula, Riazán, Tver, Vorónezh, Kostromá, Syzran, Gómel, Kursk, Briansk i Orel, entre molts altres. Les forces variaven d'alguns centenars a diverses desenes de milers de combatents equipats amb armes de desertors, preses als vençuts, d'edificis saquejats o directament abandonades per l'antic exèrcit tsarista. En algunes ocasions, les lleves eren forçades. Formaven bandes guerrilleres, però també organitzaven destacaments comparables numèricament als rojos, capaços d'enfrontar-se a camp obert com en el cas de Sibèria Occidental.
Els exèrcits verds assaltaven les ciutats, saquejant i cremant les oficines del Partit, del soviet local, casernes de policia, tribunals i centres de propaganda. Les granges col·lectives eren destruïdes. En canvi, les eines, el bestiar, el gra requisat, els molins, les factories, les fàbriques de cervesa i les tahones eren redistribuïts. Aquesta reclamació de la propietat popular va servir als verds per guanyar-se el suport d'alguns sectors de la població. Quan vencien als rojos, els soldats, funcionaris i famílies de bolxevics patien sovint represàlies: A milers de comunistes els van tallar les orelles, llengües, caps, genitals, els van arrencar els ulls, els van obrir l'estómac i el van omplir de blat, els van gravar amb metall calent creus al davant i esquena, els van crucificar en arbres, els van cremar vius, els van ofegar sota el gel o els van enterrar fins al coll i van deixar que els gossos o les rates els mengessin. Tot en públic.
Durant tot el primer any de guerra només va haver-hi escaramusses i duels d'artilleria amb petits exèrcits o forces partisanes, pel que les regions canviaven contínuament de mans, no existien línies de front ni posicions fixes. Finalment, a les batalles més decisives de 1919 es va mobilitzar per la força la pagesia per combatre en grans exèrcits amb centenars de milers d'homes enfrontant-se en fronts de centenars de quilòmetres i recolzats amb armament pesat.
Entre les seves tàctiques més destacades estaven volar els ponts, tallar les línies telegràfiques i aixecar les vies ferroviàries intentant paralitzar les comunicacions i els moviments dels rojos i blancs. Solien amagar-se en turons i boscos per fer emboscades i retirar-se amb rapidesa, cosa que els compensava la manca d'artilleria pesada A Sibèria Occidental i Rússia Central, les seves tàctiques guerrilleres es van veure afavorides pel terreny boscós de taigà. Quan eren vençuts s'intentaven barrejar amb la població civil o fugir.
Els exèrcits verds els formaven multituds de camperols amb esclops d'escorça de til·ler, s'armaven amb el que trobaven: pals, forques, tridents, piques, aixades, destrals i garrots. En menor mesura, també armes de foc com escopetes, carrabines velles, fusells de caça, pistoles i rifles. També molts verds lluitaven sota banderes roges, per confondre els comunistes.
Les primeres unitats enviades pels bolxevics a lluitar contra els exèrcits verds van ser fàcilment repel·lides donar-los armes com a botí. Moltes unitats bolxevics, especialment el 1918, no tenien gaire entrenament ni disciplina, dispersant-se després dels primers trets. Ràpidament, els comunistes van aprendre que: «Els exèrcits convencionals, per molt ben armats que estiguin, estan mal equipats per combatre amb un exèrcit camperol recolzat per la població local».

## Resposta bolxevic
El govern bolxevic va tractar de construir una imatge antirevolucionària i anticomunista respecte dels exèrcits verds. La burocràcia soviètica afirmava que eren aliats dels blancs, malgrat l'actitud generalment hostil entre tots dos bàndols, així com exageraven la influència kulak en aquests exèrcits, que existia indubtablement, però difícilment era la força impulsora del moviment.
Aquestes revoltes massives, que van fer tremolar el poder soviètic a Ucraïna Oriental, Tambov i Sibèria el 1919-1921, van involucrar més de cent mil guerrillers i milions de camperols que els donaven suport. En paraules de Lenin el 8 de març de 1921, en el discurs d'obertura del X Congrés del Partit, va ser una gran «crisi política interna», la primera de la història soviètica.
Els rojos creien inicialment poder derrotar amb facilitat aquests moviments, com proven les seves estratègies militars i el tracte propagandístic que els donaven. Quan Lenin i els seus seguidors es van adonar que els verds s'havien tornat una amenaça per la pau social, aquests ja tenien una gran força militar. Les petites unitats enviades a sotmetre'ls moltes vegades van desertar desmoralitzades, pel que eren reemplaçades per una combinació de terror de masses, propaganda i negació les zones rebels amb exèrcits i moviments verds. Alguns historiadors atribueixen als verds el canvi de la Nova Política Econòmica del 1921 en el règim bolxevic, afirmant que juntament amb l'augment de les precipitacions, la millora en les condicions rurals i la fi dels reclutaments massius fessin que el moviment desaparegués per a l'estiu del 1922. No obstant això, com s'assenyala a El llibre negre del comunisme, molt més important per a la desaparició d'aquests moviments va ser la fam de 1921-1922, que va afectar 29 milions de persones i en va matar uns cinc. El terror despietat va jugar el seu paper a l'hora de suprimir les revoltes, però la principal arma va ser la gana.

### Nova Política Econòmica
Davant l'escassetat de menjar i combustible, Petrograd va ser abandonada per la majoria de la seva població. Dels seus dos milions d'habitants el 1918 van quedar només cinc-cents mil el 1920. Milions van tornar al camp per aconseguir aliments, abarrotant les estacions de ferrocarrils. L'escassetat de combustible, la crisi econòmica i la impossibilitat de reparar els vehicles va fer col·lapsar aquests transports. Els primers a fer-ho van ser aquells pagesos que havien arribat a les urbs pocs anys abans o els que encara tenien estrets llaços amb els seus pobles nadius. Per la seva banda, les poblacions camperoles rebien els migrants amb llaços de parentela o que sabessin algun ofici (fusters o ferrers), però no a la resta. Molts eren obrers les fàbriques dels quals havien tancat, uns altres només migraven com a «homes del sac» per canviar objectes manufacturats per menjar als pobles i tornar a les ciutats, anaven en brigades armades en trens robats, tornant-se incontrolables per a les autoritats bolxevics. A més, molts funcionaris ferroviaris eren molt corruptes: trens que sortien de les granges carregats d'aliments eren saquejats per multituds famolenques fins a buidar-los abans d'arribar a les ciutats. Això només va contribuir a sumir al transport en el caos i paralitzar la indústria amb la majoria dels obrers passant la major part del temps fabricant productes propis per després anar a canviar-los per menjar en llargs viatges.
Així, el 1920 la major part de Rússia, llavors rural, estava en poder dels petits propietaris camperols rebels i les autoritats bolxevics només controlaven les ciutats amb volòst. L'any següent els comunistes tancats a les urbs van veure les comunicacions interrompudes i la indústria es va paralitzar perquè els obrers se'n van anar a la vaga davant el nul subministrament que rebien les ciutats. Com que no tenien aliments per incentivar-los a treballar, els bolxevics van respondre empresonant-los o fins i tot afusellant-los si no complien amb les quotes de producció. Van esclatar grans protestes obreres a Petrograd, Moscou i d'altres ciutats, «un últim intent desesperat per enderrocar-ho tot», que van provocar la rebel·lió de Kronstadt. La seva posterior submissió va portar a la ferotge repressió d'eserites i menxevics, partits molt vinculats a l'organització de les protestes.
Al final, aquesta va ser la causa de l'abandonament del comunisme de guerra i l'adopció de la Nova Política Econòmica (NEP): «Després d'haver derrotat els blancs, que estaven recolzats per no menys de vuit potències occidentals, els bolxevics es van rendir davant la pagesia». L'únic que va portar el comunisme de guerra van ser desercions massives i el bloqueig dels subministraments pels camperols i quedava clar que «La qüestió nacional era també de facto la qüestió camperola», el 85% dels russos vivia en un món rural.
Els bolxevics van buscar la manera de posar fi al suport popular als aixecaments verds, oferint sal i béns manufacturats a les poblacions que aprovessin una resolució declarant-los «bandits». Sabien que aquests últims les atacarien com a represàlia.
Al final de la guerra les grans poblacions urbanes estaven desintegrades i la indústria gairebé havia desaparegut, quedaven només els petits propietaris rurals. El 1921, amb la guerra civil decidida, les repúbliques soviètiques sumaven 75 milions de russos ètnics i 65 milions d'altres pobles, incloent-hi 30 milions de parlants de llengües turques o iranianes. D'ells, 112 milions eren pagesos, és a dir, era un país predominantment rural.

### Fam
L'any de 1921 al camp rus es va caracteritzar per les sequeres, gelades extremes i forts vents primaverals que van arrencar la capa superficial de terra i van arruïnar els cultius. Per empitjorar la situació, els van seguir plagues de llagostes i ratolins i deixant una collita molt dolenta, tant que sabien que de lliurar tot el que exigien les autoritats seria complicada la subsistència. El comunisme de guerra també va tenir les seves conseqüències: davant les requises, els camperols preferien cultivar menys terrenys, la quantitat justa per sobreviure. Davant la gairebé inexistència d'excedents, els bolxevics van començar a endur-se les reserves sota l'argument que n'hi havia d'ocult. Tanmateix, les regions més disputades a la guerra, amb constants canvis de bàndol, es van veure molt més afectades.
Mentre la fam exterminava lentament als habitants de les conques dels rius Volga, Kama i Don, dels Urals, de Baskiria, Kazakhstan, Sibèria Occidental i el sud d'Ucraïna, les autoritats roges van ordenar exportar gran quantitat de gra d'Ucraïna a Volga, aprofundint en la fam de manera accentuada. La intenció era castigar els camperols ucraïnesos per la seva resistència al nou règim.
El govern bolxevic no va reconèixer la fam fins al juliol de 1921. A petició de Màxim Gorki (1868-1936), un dels més respectats escriptors russos del seu temps, Herbert Hoover (1874-1964) van organitzar l'ajuda internacional per mitjà de l'American Relief Administration (ARA). Gorki va organitzar el POMGOL (Помгол), abreviació de Допомога голодающим, «Alleujament per a la Fam». Les condicions de l'ARA eren l'alliberament de tots els ciutadans estatunidencs de les presons bolxevics i la no interferència de les autoritats comunistes en el lliurament d'ajuda. Moscou va acceptar. Un cop aconseguida l'ajuda internacional, Lenin va ordenar arrestar tots els membres del POMGOL el 27 d'agost, amb l'excepció de membres prominents com Gorki, sota acusacions de contrarevolucionaris. Molts van acabar exiliats.
L'estiu de 1922 l'ARA alimentava onze milions de persones al dia i portava medicines, roba, eines i llavors que van resultar fonamentals per aconseguir dues grans collites de 1922 i 1923, aconseguint que Rússia sortís de la fam. En canvi, la comissió central creada pels bolxevics va ajudar només a uns tres milions de persones. L'ajuda estatunidenca no es va cancel·lar fins que es va fer públic que en plena fam el govern comunista va continuar exportant milions de tones de cereals a l'estranger, amb l'objectiu de comprar equipament industrial i agrícola. L'ARA va finalitzar les seves operacions el juny de 1923. Els bolxevics només van escriure una breu nota formal d'agraïment, Gorki sí que es va mostrar molt més agraït en una llarga carta a Hoover.
Finalment, uns cinc milions de persones van morir. La fam va ser la principal assassina de la revolució.

### Col·lectivització i reinici del conflicte
Incapaços de governar el camp de forma pacífica o de produir béns manufacturats per comerciar-hi, els bolxevics van recórrer a atemorir-lo i prendre per la força les collites, iniciant el conflicte que va ser una veritable «guerra civil oculta» entre la pagesia i el naixent Estat bolxevic, caracteritzada pels milers de revoltes grans, petites i motins. Un cop acabat amb el conflicte, l'Estat tornaria amb la col·lectivització.
El 10 de març de 1923, Lenin patia el seu tercer atac cerebral, quedant de facto apartat de la política soviètica. A partir de llavors, i sobretot després de la seva mort, el 24 de gener següent, es va aguditzar la lluita per succeir-ho com a líder de l'URSS. Així, els camperols van poder repartir les terres segons el repartiment negre, eren lliures de consumir i comerciar amb les seves collites, reconstruint les xarxes mercantils trencades des de 1914 i autogovernar-se segons les tradicions de cada regió. La presència de l'Estat es va reduir al mínim. Tot i això, aquesta calma només emmascarava la tensió entre l'Estat i la societat del camp. En aquells anys, el terrorisme d'Estat va tendir a concentrar-se a les zones perifèriques de l'URSS, com el Caucas i l'Àsia central, zones recentment sotmeses, de cultura no russa i amb una llarga tradició de resistència a Moscou.
Els primers etnògrafs soviètics que van visitar les regions al voltant de Moscou sentien que anaven a l'Amazònia. Hi havia gent que «vivia com si estiguessin atrapats a l'Edat Mitjana». Una societat de vida arcaica i patriarcal, on es creia en la bruixeria, es mesurava el temps per estacions i festes religioses en lloc de mesos, amb rituals i supersticions paganes, pallisses a les esposes, llei tumultuària, dies de borratxeres, etc. És veritat que des d'abans de la revolució les elits urbanes veien el camp com un ambient «particularment obscurantista» on la màgia, els ritus religiosos i els costums donaven terror i consol a gent. Mig milió de soldats es van unir al Partit Comunista després de la guerra, portant la ideologia comunista a les regions més conservadores durant la dècada dels anys vint. Ells i la NPE van modernitzar la vida d'aquestes regions fent-hi arribar l'electricitat, hospitals, teatres, cinemes i biblioteques. També es van introduir els fertilitzants químics, les llavors creuades i eines modernes. La producció lletera i els cultius exclusius per al mercat van passar a generalitzar-te, que abans de la revolució eren activitats exclusives de la noblesa. També va augmentar l'intercanvi de productes, les eines i el bestiar amb les ciutats, a més del crèdit. Van créixer també les cooperatives entre camperols: «amb els seus instints de petit propietari, les seves supersticions i el seu aferrament a la tradició, quedaria abolit per aquestes explotacions agrícoles socialistes». Va néixer entre la pagesia una joventut alfabetitzada i molt més ambiciosa que els seus pares, desafiant davant l'autoritat dels ancians i la religió, més individualista. En ells basaria el Partit la seva influència sobre el camp. Molts joves buscaven en ell la manera d'escapar de l'avorrida vida al camp i van ajudar a organitzar la col·lectivització estalinista, tot per trencar amb les antigues formes de vida.
A finals de la dècada els bolxevics van intentar centralitzar el poder. Per això van recórrer a reduir el nombre de soviets rurals, però això va deixar regions senseres sense cap autoritat el 1929, el que impossibilitava cobrar impostos o fer complir les lleis. El petit propietari rural havia estat decisivament enfortit per la revolució i com a conseqüència de la guerra civil, la majoria de les poblacions eren governades per la seva pròpia comunitat. L'Estat només arribava a les ciutats amb volost. Stalin es va adonar que com més durarés la NPE, més gran seria la distància entre els plans del govern i la seva impotència davant la pagesia fins que no poguessin fer res contra els kulak, és a dir, propietaris petits i mitjans. Només en 1927, Stalin, després de desterrar, desplaçar o eliminar els seus principals oponents i quedar com líder màxim, va posar fi a la «utopia camperola» basada en l'eserovschina o «mentalitat socialista revolucionària». Curiosament, moltes vegades es considera que Stalin “va corrompre” tot el que va fer Lenin, però més aviat en va ser el continuador. En el cas de les seves relacions amb els camperols, serà ell qui posa fi a la «desviació» de la NEP. Aquell anyva començar una nova intervenció estatal sobre la producció agrícola amb una forta repressió política, malgrat la por d'alguns dirigents d'una nova guerra civil camperola. Aquest fet va fer caure de nou la producció, la «crisi de les collites», que serviria de pretext al dictador per iniciar la col·lectivització de més de tretze milions de famílies camperoles l'any següent. Com diuen alguns historiadors, "la col·lectivització forçada del camp va ser una veritable guerra declarada per l'Estat soviètic contra tota una nació de petits productors". Les conseqüències serien terribles i es farien sentir fins a mitjans dels anys trenta.
No va tornar a haver resistència de la pagesia fins als enfrontaments contra la col·lectivització estalinista, l'expropiació de bestiar i tancaments d'esglésies, particularment durs el 1930, comptabilitzant-se aquell any dos milions i mig de camperols participant en 14.000 revoltes, motins i manifestacions, sobretot a Chernozem, el Caucas Nord i Ucraïna Occidental (especialment zones frontereres amb Polònia i Romania), regions que van arribar a quedar fora del control governamental. Prop de cinc milions d'ells van fugir dels kolkhozs a les regions abans esmentades i Kazakhstan. Però aquest nou moviment no es va poder federar ni organitzar com l'anterior, no tenien líders de masses ni quadres polítics.

### Videos
- Video "The Russian Civil War" del canal Suomi mostra el desenvolupament de la Guerra Civil Russa mitjançant els canvis als territoris controlats pels diferents bàndols dia a dia. El vídeo no inclou l'Estat Idel-Ural ni els territoris controlats pels verds tret de Majnó i Antónov.
- Video The Russian Civil War: Every Other Day del canal Emperor Tiger. El vídeo no mostra la resistència final de Wrangel a Crimea ni la seva ofensiva poc abans de la derrota final.
- Video The Russian Civil War: Every Day del canal Yan Xishan 閻錫山.